# Établissement indien
Un établissement indien est une entité territoriale canadienne qui constitue également une subdivision de recensement définie par le ministère des Relations Couronne-Autochtones et des Affaires du Nord en vue du recensement. Il s'agit d'un lieu où réside de façon plus ou moins permanente un groupe d'au moins dix Indiens.
Situé généralement sur des terres de la Couronne de compétence fédérale, provinciale ou territoriale, l'établissement indien ne jouit pas nécessairement de limites officielles et n'est pas réservé à l'usage et au bénéfice exclusif d'une bande indienne, contrairement à ce qui est le cas pour une réserve indienne.

## Liste
Des établissements indiens existent dans seulement six provinces canadiennes. Au nombre de 27, ceux-ci sont recensés ci-dessous :

### Alberta
- Carcajou
- Desmarais
- Fort MacKay
- Little Buffalo[2]

### Colombie-Britannique
- Good Hope Lake
- Ingenika Point
- Lower Post[3]

### Manitoba
- Gillam
- Granville Lake
- Ilford
- South Indian Lake[4]

### Ontario
- Lansdowne House
- McDowell Lake
- Peawanuck
- Slate Falls
- Summer Beaver[5]

### Québec
- Hunter's Point
- Kanesatake
- Kitcisakik
- Oujé-Bougoumou
- Pakuashipi
- Winneway[6]

### Saskatchewan
- Brabant Lake[7]